# Gin et Vodka
Gin et Vodka sont des personnages de fiction du manga et animé Détective Conan. Ils sont membres de l'Organisation des hommes en noir.

## Gin
Gin (ジン Jin) est un personnage du manga Détective Conan. C'est un membre haut placé de l'Organisation des hommes en noir car il est l'intermédiaire entre le Boss et ses agents à qui il transmet les ordres et directives. C'est lui qui administra de force à Shinichi Kudo de l'APTX 4869 afin de le tuer, provoquant ainsi sans le vouloir et sans le savoir sa transformation en un jeune enfant : Conan Edogawa. C'est l'un des premiers hommes en noir à faire son apparition dans le manga, avec son fidèle assistant : Vodka, ils sont donc les premiers antagonistes de la série. Dans l'Organisation des hommes en noir, il travaille dans la " division de la surveillance générale " avec Vodka qui est son secrétaire. Son identité, son nom ou sa nationalité est inconnu.
Il roule dans une Porsche 356A et est armé d'un Beretta M1934. Il était suffisamment proche de Shiho Miyano pour pouvoir reconnaitre une mèche de cheveux lui appartenant et aurai eu, d'après Vermouth, des relations sexuelles avec elle,, il l'imagine d'ailleurs nue lors du meurtre du député Nomiguchi et des événements du Mystery Train. Il éprouve du plaisir à la traquer et cherche à la tuer à cause de sa traîtrise.
- Voix japonaise : Kuranosuke Sasaki
- Voix française : Philippe Valmont (film)

Comme la plupart des Hommes en Noirs, son vrai nom est inconnu. Néanmoins, lors d’une interview l’auteur du manga donnera les noms de Gin et Vodka, celui de Gin étant Jin Kurosawa. Il est le premier Homme en Noir à apparaître dans la série, aux côtés de son acolyte Vodka. Il assomme Shinichi avant de lui faire avaler le poison APTX, avant de le laisser pour mort. Il est très cruel mais aussi incroyablement intelligent (probablement l'un des plus intelligents des Hommes en Noir, sa perspicacité égalant sans doute celle de Shinichi). Au cours de la série, il est blessé aux pommettes par Suichi Akai. Il a une apparence atypique : les cheveux longs blonds (ou blanc, selon les versions), porte une redingote et un Fedora noir. Il fume des Jiloises Caporal et conduit une Porsche 356A noire. Son arme de prédilection est le Beretta 92FS, mais il est aussi doué avec un fusil de précision. Gin semble être l'un des lieutenants du Boss. Il a également fait équipe avec Akai Shuichi et semble avoir eu un attachement envers Sherry, d'ailleurs il l'imagine nue de dos dans les tomes 24 et 78 quand il parle d'elle.

### Personnalité
Gin est très fidèle au Boss et à l'Organisation puisqu'il respecte scrupuleusement ses ordres et qu'il n'agit pratiquement jamais contre les intérêts supérieurs de l'Organisation. Il est aussi très intelligent, ce qui le rend dangereux. Gin ne fait confiance à personne et ne croit pas pleinement tout ce qu'on lui dit s'il n'a pas été témoin lui-même de la scène. Il ne montre jamais de signe d'agitation ou de panique et reste calme en toutes circonstances.
Il a cependant un point faible. Lorsque quelqu’un lui paraît suspect de causer du tort à l’Organisation, il l’observe et y prête une immense attention. Mais quand ses soupçons s’estompent, il n’y porte plus aucun intérêt et peut se faire avoir par les pièges des protagonistes.
Il ne se souvient jamais des personnes qu’il a tué, oubliant peu à peu des noms importants comme celui de Shinichi Kudo, malgré le fait que Vodka lui rappelle son existence.

### Apparence
Gin est un homme grand et mince. Sa caractéristique principale sont ses longs cheveux argentés qui descendent vers ses hanches. Il a, comme Shinichi l'a dit dans le premier tome ou l'épisode 1, le « regard d'un assassin ». Plus tard dans la série, il reçoit une cicatrice sur sa joue gauche après avoir reçu une balle envoyé par le fusil de Shūichi Akai. Gin est gaucher.

## Vodka
Vodka (ウォッカ Wokka) est un personnage du manga Détective Conan. C'est l'assistant/secrétaire de Gin c'est l'un des premiers agents de l'Organisation à faire son apparition, il fut témoin de l'administration par Gin de l'APTX 4869 à Shinichi Kudo. Il est armé d'un S&W Model 19 et porte toujours des lunettes de soleil noires. Tout comme Gin, on ne connaît quasiment rien de lui.
- Voix japonaise : Fumihiko Tachiki
- Voix française : Jean-Yves Brignon (film)

Vodka (ウォッカ Wokka?) est un des premiers membres de l’organisation, qui apparait dans Détective Conan. Il est l’acolyte de Gin, son secrétaire et son assistant.
Vodka est très souvent vu aux côtés de Gin. Son principal rôle est celui de « secrétaire » : pour résumer il recherche le plus d’informations, prépare des rendez-vous, comme nous pouvons le voir dans les volumes 37-38ou les épisodes 309-311, et rend les informations aux autres membres de l’Organisation.
Bien qu’il soit un tueur aussi impitoyable que son partenaire, Gin, Vodka est plus naïf et tombe plus facilement dans les pièges tendus par Conan, pour attraper l’Organisation. Il parle et agit un peu comme un gars de la Mafia, ou un sbire de Yakuza. Bien que ses capacités soient effacées par Gin, il arrive souvent que Vodka remarque des choses, qui pourraient s’avérer fatales pour Conan : en effet Gin a tendance à oublier le nom et le visage de ceux qu’il a tué (c’est pour ça qu’il ne se souvient plus de Shinichi Kudo) et Vodka semble presque lui servir de mémoire. Il lui rappelle constamment le nom de ceux qui sont suspects et pas totalement effacés, tués par l’Organisation.
Vodka est le subordonné de Gin, et ils travaillent très fréquemment ensemble, comme une équipe, communiquant quand ils ne sont pas ensemble par les téléphones portables. Vodka montre un respect absolu envers Gin, l’appelant plus « aniki », qui peut se traduire par « grand frère », et qui est souvent utilisé par les Yakuza pour montrer du respect envers leur patron, que par son nom de code. ce qui peut amener au début à les confondre alors qu’ils ont deux rôles et deux caractères complètement différents. Gin montre une certaine estime pour Vodka et son obéissance, ce qui se traduit une fois par le fait que Gin épargnera Vodka alors que ce dernier était tombé dans un piège tendu par Conan. On peut alors penser que Gin voit son acolyte comme une sorte de « petit frère inexpérimenté ».